# Konkudera
Il Konkudera (in russo Мама?) è un fiume della Siberia orientale, affluente di sinistra del fiume Mama (bacino della Lena). Scorre nel Mamsko-Čujskij rajon dell'Oblast' di Irkutsk, in Russia.
Il fiume ha origine a nord della dorsale Deljun-Uranskij, da laghi di montagna e ghiacciai, ad un'altitudine di circa 1 495 metri sul livello del mare; Il tratto superiore è chiamato Bol'šaja Konkudera. Scorre attraverso l'altopiano del Bajkal settentrionale, dove, a 43 chilometri dalla foce, si collega con il Malaja Konkudera (lungo 179 km) e da quel punto è chiamato Konkudera. Sfocia nella Mama a 122 km dalla foce, presso l'omonimo insediamento di Konkudera (ora disabitato). Il fiume ha una lunghezza di 153 km; l'area del suo bacino è di 4 920 km².